# صانع الألعاب (رواية)
صانع الألعاب (بالإنجليزية: The Playmaker)‏ هي رواية للكاتب الأسترالي توماس كينيلي، نشرت عام 1987، لأول مرة عن دار نشر هودر آند ستوتون.